# MBB/Kawasaki BK 117
Der BK 117 ist ein leichter zweimotoriger Mehrzweckhubschrauber, der 1979 als Gemeinschaftsproduktion des deutschen Herstellers Messerschmitt-Bölkow-Blohm (MBB) und der japanischen Kawasaki Heavy Industries (KHI) entstand. Das Nachfolgemodell, die vergrößerte und modernisierte Version BK 117 C-2, bei Airbus Helicopters H145 (ehemals Eurocopter EC145) genannt, hatte im Jahr 2000 seinen Erstflug. Alle Versionen wurden auch in Japan gebaut, der BK 117 C-2 (EC145) und der BK 117 D-2 (H145) sind dort ebenso in Produktion.

## Geschichte

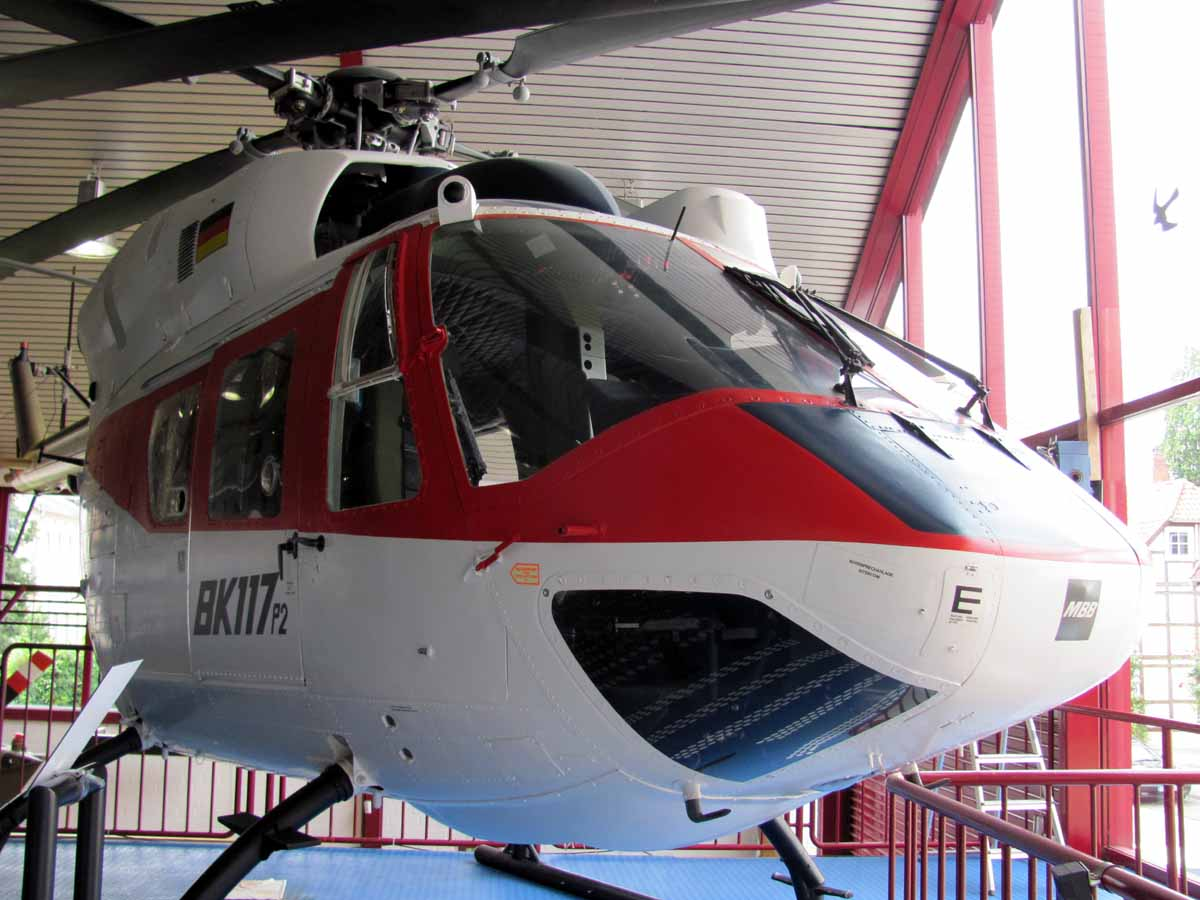
MBB Kawasaki BK 117 P2, der Prototyp der Firma MBB, der am 13. Juni 1979 den Erstflug absolviert hat, im Hubschraubermuseum Bückeburg

Ziel bei der Entwicklung des Hubschraubers war es, möglichst viele bewährte Komponenten des Vorgängermodells Bölkow Bo 105 weiter zu verwenden, aber gleichzeitig mit dem Stand der Technik mitzuhalten und mehr Platz im Innenraum zu schaffen. Besonders im Rettungseinsatz hatten sich die beengten Raumverhältnisse in der Bo 105 als bisweilen hinderlich erwiesen.
Der Kooperationsvertrag zwischen MBB und KHI wurde durch Ludwig Bölkow und Teruaki Yamada am 25. Februar 1977 unterzeichnet. Er sah vor, dass MBB den neuen Hauptrotor einschließlich der zugehörigen Steuerungsbauteile und KHI die Zelle und das Hauptgetriebe entwickeln sollte. Die Entwicklungskosten von geschätzt 100 Millionen US-Dollar wurden zu gleichen Teilen aufgeteilt. Am 13. Juni 1979 fand in Ottobrunn der Erstflug des Prototyps P2 der BK 117 statt. Dieser Prototyp existiert noch heute und ist im Hubschraubermuseum Bückeburg zu besichtigen.
MBB ging später als Teil von Daimler-Benz Aerospace (DASA) zusammen mit der französischen Aérospatiale im neuen Unternehmen Eurocopter auf, zu deren Programm der BK 117 bis heute gehört – inzwischen in der als EC145 bezeichneten Variante BK 117-C2. Das Modell BK117 D2 wurde bis März 2015 unter dem Produktnamen EC145 T2 verkauft. Seither wird die neueste T2-Variante unter dem Produktnamen H145 verkauft. Im Jahr 2019 wurde ein Upgrade des Rotorsystems vorgestellt. Das bisher verwendete 4-Blatt-System mit Titankopf wurde durch ein kopfloses 5-Blatt-System ersetzt. Das ATR-System (advanced technology rotor) soll im Vergleich zum Vorgänger weniger Vibrationen, eine geringere Blattlänge, geringeres Leergewicht und höhere Nutzlast bewirken. Es ermöglicht ein Falten der Blätter zum Transport und erleichtert das Einhallen. Diese Ausbaustufe wird unter dem Produktnamen BK117 D3 geführt.
Der BK 117 wird hauptsächlich in den Aufgabenbereichen Luftrettung und Intensivtransport oder als Polizeihubschrauber genutzt. Dafür sind Ausstattungspakete des Herstellers oder von Drittausrüstern, wie z. B. eine Seilwinde, verfügbar. Dies befähigt den Hubschrauber auch für den SAR-Dienst in schwer zugänglichem Gelände. In Deutschland besitzen daher auch die Luftrettung des ADAC und die DRF Luftrettung die größten Kontingente, in Spanien die Guardia Civil; in Frankreich ist die Gendarmerie unter anderem mit dem EC145 ausgerüstet. In manchen Staaten befand oder befindet sie sich in militärischer Verwendung, beispielsweise im Irak und Südafrika oder den Vereinigten Staaten (siehe UH-145).
Im April 2013 demonstrierte Eurocopter mit einem als Optionally Piloted Vehicle ausgeführten EC145 unbemannte Flüge auf der französischen Luftwaffenbasis Istres. Das Flugprofil enthielt automatische Starts und Landungen, Flüge entlang einer durch Wegpunkte vorgegebenen Route sowie das Absetzen einer unter dem Hubschrauber hängenden Außenlast. Kontrolliert wurde der Hubschrauber dabei von einer Bodenstation aus.

## Versionen
Die technischen Daten beziehen sich auf das Dokument TCDS R.010 der Europäischen Agentur für Flugsicherheit.

### BK 117 A-1, -A-3, -A-4
Das Modell BK 117-A mit der Lycoming LTS 101-650B-1-Turbine wurde am 9. Dezember 1982 vom deutschen Luftfahrt-Bundesamt (LBA) zugelassen. Die Version A-3 behielt die Motorisierung bei und erhielt am 15. März 1985 ihre Zertifizierung für zusätzliche spezialisierte Aufgaben und optionale Ausrüstung. Die A-4-Version wurde am 29. Juli 1986 mit der gleichen Turbine zugelassen.

### BK 117-B-1
Die B-1 erhielt die Zulassung am 10. Dezember 1987 mit der aktuellen Gasturbine LTS 101-750B-1 von Honeywell-Lycoming.

### BK 117 B-2

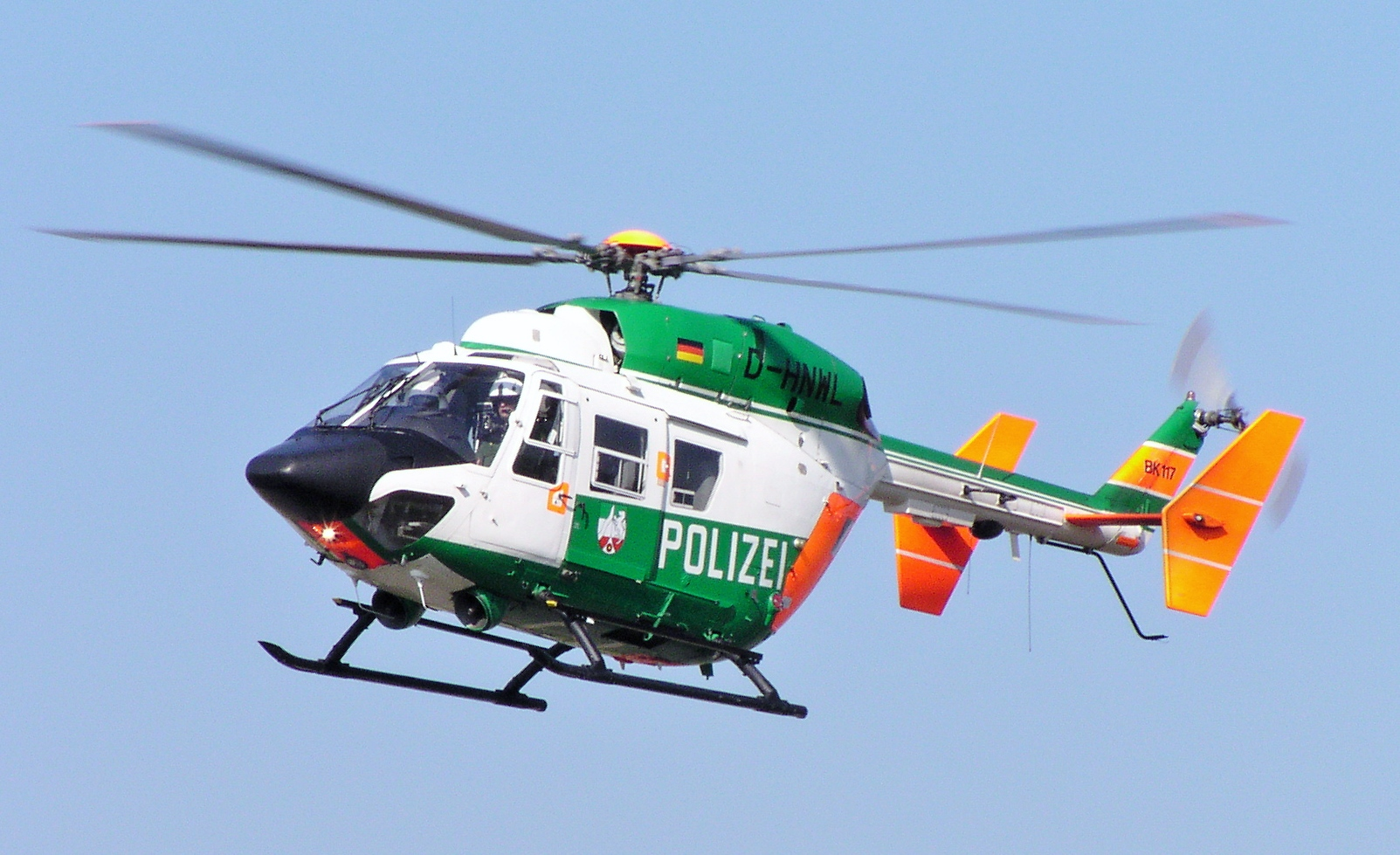
BK 117-B2 der Polizei NRW

Zulassung am 17. Januar 1992, ebenfalls angetrieben durch das LTS 101-750B-1-Triebwerk; mit 598 Liter nutzbarem Tankinhalt. Die MBB BK117 B-2 war auch als Medicopter 117 von der DRF-Luftrettung von 1997 bis 2007 mit den Kennzeichen D-HECE im Einsatz.

### BK 117 C-1
Der BK 117 C-1 besitzt zwei Turbinen des Typs Turbomeca Arriel 1E2 (516 kW), einen verbesserten Heckrotor und – mit jetzt standardmäßig 697,4 Litern nutzbarem Treibstoff – mehr Reichweite. Der Hubschrauber verfügt über eine um 150 kg gesteigerte Startmasse, erreicht bessere Höhenleistungen und wurde am 2. Oktober 1992 zugelassen. Im Jahr 2002 wurde die Produktion in das norditalienische Trient verlagert, um im deutschen Werk Platz für die neuen Modelle BK 117 C-2 und EC 135 zu schaffen. Die letzten Hubschrauber dieser Baureihe wurden im Jahr 2004 produziert und an die Polizeiflieger NRW übergeben. Die letzte Auslieferung eines BK 117 C-1 fand aber 2005 statt und ging an einen Kunden in Mexiko. Danach wurde nur noch das neue Modell Eurocopter EC 145 (BK 117 C-2) gebaut.

### EC 145 (BK 117 C-2)

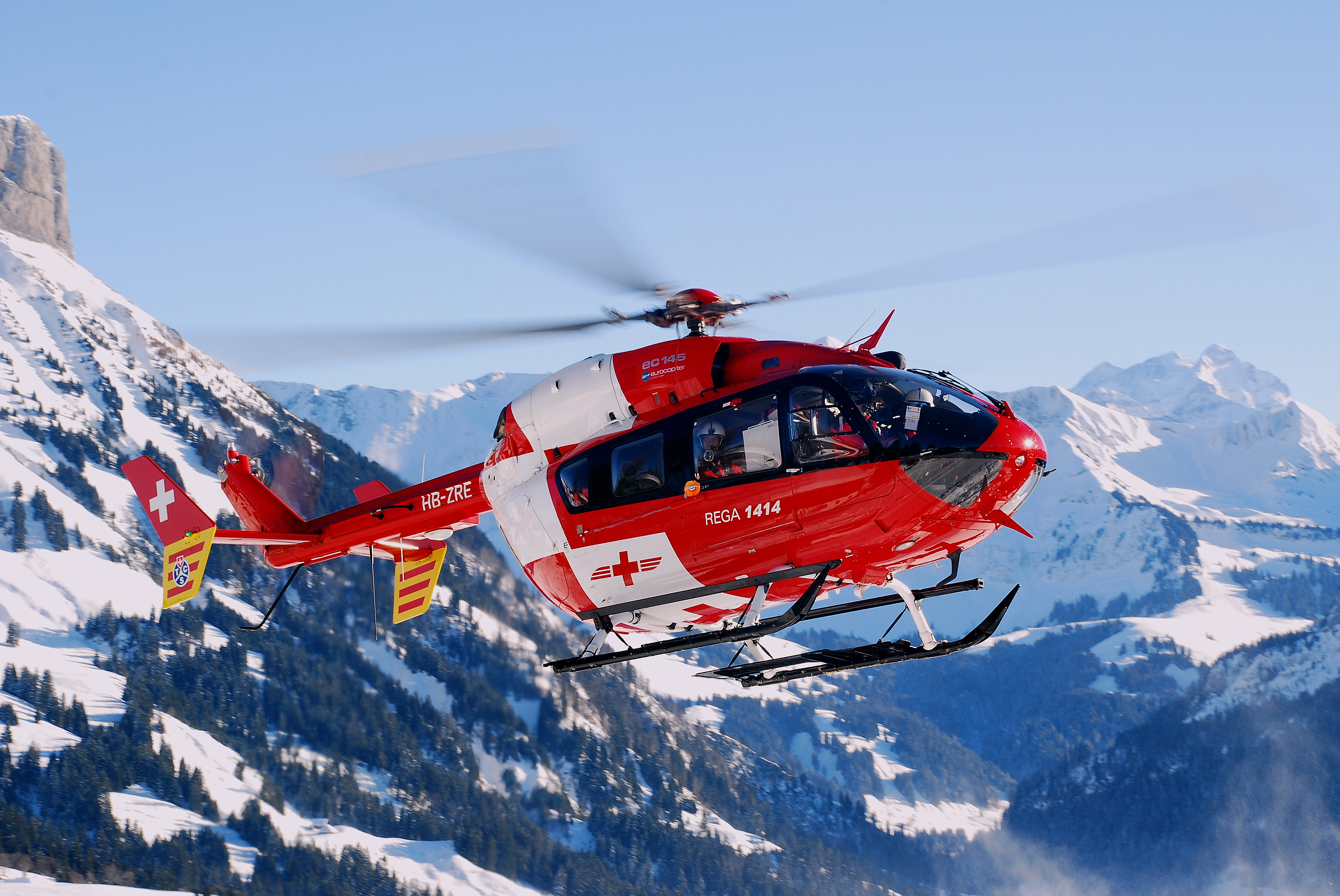
Eurocopter EC 145 (BK 117 C-2)

Ab Mitte der 1990er Jahre wurde eine vergrößerte Version der BK-117-Baureihe entwickelt; sie wird von Eurocopter Deutschland als Eurocopter 145 (EC 145) bzw. von Kawasaki (KHI) als BK 117 C-2 angeboten. In Deutschland erhielt der EC 145 am 20. Dezember 2000 die Musterzulassung.
Das neue Modell verfügt über eine verlängerte Kabine. Das Grundkonzept mit seitlichen Schiebetüren und geteilter Hecktür wurde beibehalten. Das Aussehen wurde im vorderen Bereich ähnlich dem kleineren EC 135 gestaltet. Im Cockpit kann optional ein neues Electronic Flight Instrument System verwendet werden. Ebenso wurde auch der freiliegende Heckrotor der BK 117-C1 übernommen. Durch eine Neukonstruktion des Hauptrotors konnten gegenüber dem BK 117 die Flugleistungen gesteigert werden. Der Rotor ist zwar nicht lagerlos wie beim EC 135, dafür ist der Hubschrauber aber erheblich günstiger als das Schwestermodell und auch leiser als der BK 117 C-1. Der Hubschrauber wird im In- und Ausland oft bei der Polizei, im Zivilschutz und in der Luftrettung verwendet, wobei er häufig mit Instrumenten für IFR ausgestattet ist. Die Maschine wird wie das Vorgängermodell BK 117 C-1 durch zwei Turbomeca Arriel 1E2-Turbinen mit 516 kW Dauerleistung angetrieben. Anstelle einer FADEC-Steuerung kommt bei den Antrieben ein VARTOMS (VAriable Rotor speed and TOrque Matching System) zum Einsatz.

### H145 (BK 117 D-2, bis 04/2015: EC 145 T2)

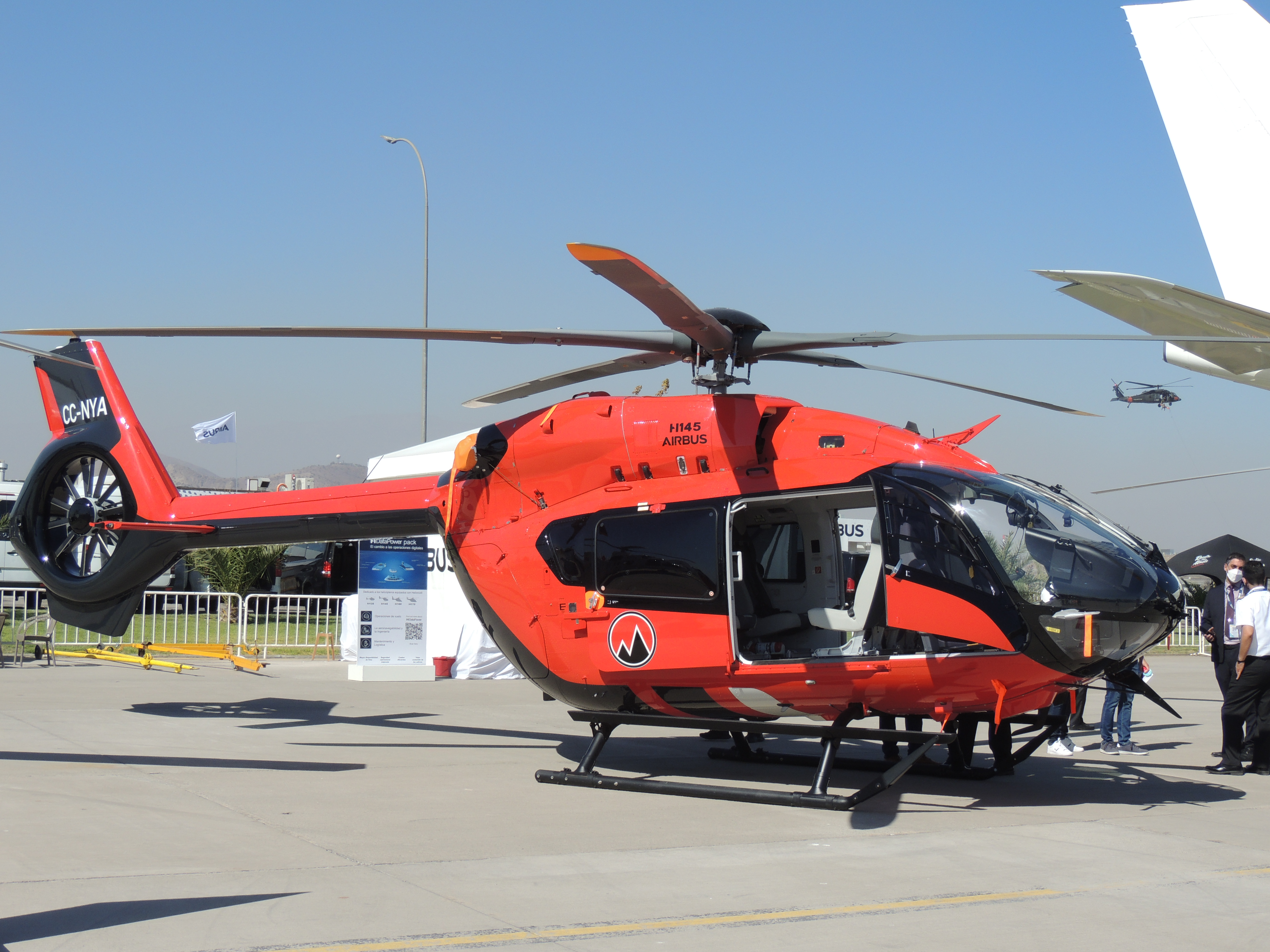
Airbus Helicopters H145 (BK117 D-3)

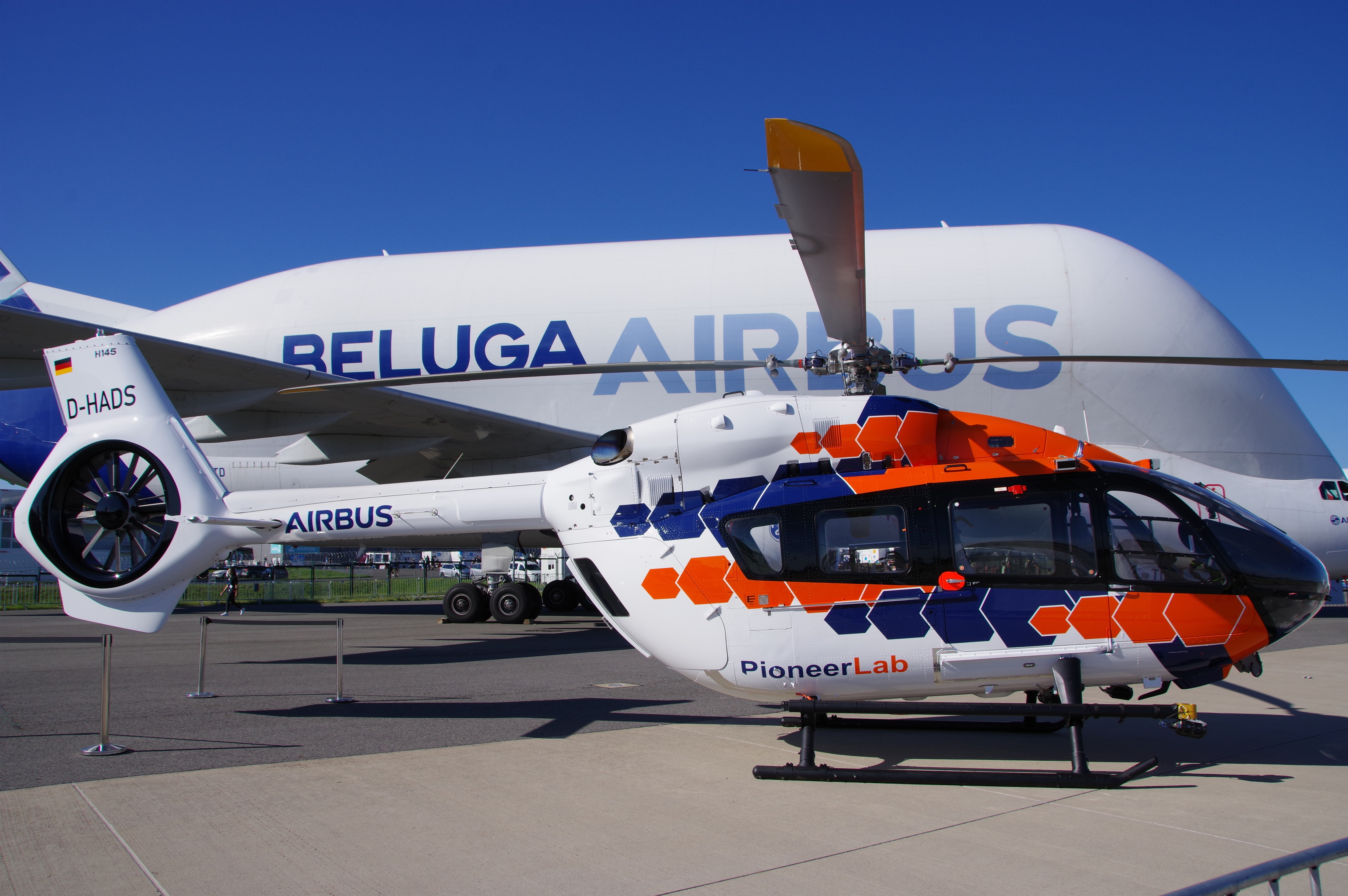
Airbus Helicopters H145 (BK117 D-2)

Ab Juli 2010 wurden im Eurocopter-Werk Donauwörth Flugversuche mit einem neuen Hubschrauber aufgenommen. An die Zelle des EC 145 mit der Seriennummer 9002 wurde ein Ausleger mit Fenestron-Heckrotor angebaut. Nachdem in der Szene lange mit der Typenbezeichnung EC 146 (was jedoch dem ursprünglichen Bezeichnungsschema der Firma Eurocopter widersprechen würde) spekuliert wurde, wurde am 6. März 2011 der Hubschrauber mit der neuen Typenbezeichnung EC 145 T2 auf der Heli-Expo in Orlando vorgestellt. Er wird Triebwerke der neuen Turbomeca Arriel2+-Familie (Arriel 2E) erhalten. Diese sind 25 % leistungsstärker und wartungsgünstiger als die bisherigen Triebwerke des EC 145. Sie werden volldigital mit FADEC-Zweikanal-Technik geregelt, zudem wurden die Getriebe für den Haupt- und Fenestron-Heckrotor verstärkt. Die Avionik wird ebenfalls verbessert, so wird ein Vier-Achsen-Autopilot serienmäßig installiert, und das modular erweiterbare Anzeigesystem im Cockpit verfügt über drei große Farbdisplays. Die Weiterentwicklung des EC 145 (BK 117 C-2) wird als BK 117 D-2 zugelassen. Durch diese Weiterentwicklungen erhöht sich die Nutzlast/Zuladung bzw. die Leistungsabgabe bei Flügen unter heißen und hohen Umweltbedingungen. Außerdem verringert sich die Lärmemission durch die Nutzung des Fenestrons. Die erste Auslieferung dieser Version war für 2013 vorgesehen.
Im April 2014 hat die EC 145 T2 ihre Zertifizierung von der EASA erhalten. Die ersten von bisher schon etwa 100 Bestellungen sollten ab Spätsommer 2014 an Kunden ausgeliefert werden.
Anfang August 2014 konnte der erste Hubschrauber an die DRF Luftrettung übergeben werden. Dieser wurde nach Ende der Ausbauarbeiten am 22. Dezember 2014 nach München überstellt und wird seitdem als Christoph München eingesetzt. Weitere Maschinen sollen später an den Standorten der HDM Luftrettung (Tochterfirma der DRF) fliegen.

### H145 (BK 117 D-3)
Auf der Heli-Expo 2019 in Atlanta stellte Airbus Helicopters die BK117 D-3 mit Fünfblatt-Hauptrotor als verbesserte, 50 kg leichtere Version der H145 vor mit um 100 kg erhöhter maximaler Startmasse und 150 kg höherer Nutzlast.
Ein H145 mit Fünfblattrotor ist am 25. September 2019 bei einem Höhenerprobungsflug auf dem Gipfel des 6961 m hohen Aconcagua gelandet.
Am 15. Juli 2020 erhielt Airbus Helicopters von der EASA die Musterzulassung für die D-3-Version.

### Militärische Varianten (inklusive Search and Rescue (SAR))
- Die EC 145 wurde als UH-145 vermarktet und gewann eine Ausschreibung der US-Army, die sie als UH-72 bezeichnet.
- Die Bezeichnung für die militarisierte Version des EC 145 T2 lautete bis März 2015 EC 645. Seither wird die militärische Version der H145 unter dem Produktnamen H145M vermarktet. Militärische Nutzer der H145 sind bei der H145M aufgeführt.
- Die auf der BK 117 D-2 basierende Version der EC 645/H145M ist als Variante unter der Bezeichnung BK 117 D-2m zugelassen. Die auf der BK 117 D-3 basierende Version der H145M ist als eigenständiges Modell unter der Bezeichnung BK 117 D-3m zugelassen.[16]

## Technische Daten
|                  | Kenngröße             | MB-BK117 B-2                                                                 | MB-BK117 C-2 (EC 145)                                | MB-BK117 D-2 (H145)                                 | MB-BK117 D-3 (H145)                                 |
| ---------------- | --------------------- | ---------------------------------------------------------------------------- | ---------------------------------------------------- | --------------------------------------------------- | --------------------------------------------------- |
| Trieb- werke     |                       | 2 × Avco Lycoming LTS 101-750B-1 mit je 410 kW Dauerleistung                 | 2 × Turbomeca Arriel 1E2 mit je 516 kW Dauerleistung | 2 × Turbomeca Arriel 2E mit je 575 kW Dauerleistung | 2 × Turbomeca Arriel 2E mit je 575 kW Dauerleistung |
| Flug- leistungen | Höchstgeschwindigkeit | 150 kts / 278 km/h                                                           | 150 kts / 278 km/h                                   | 150 kts / 278 km/h                                  | 150 kts / 278 km/h                                  |
| Flug- leistungen | Reisegeschwindigkeit  | 250 km/h                                                                     | 241 km/h *                                           |                                                     |                                                     |
| Flug- leistungen | max. Reichweite       | 550 km ohne Reserve                                                          | 700 km ohne Reserve * 875 km mit Zusatztank *        |                                                     |                                                     |
| Flug- leistungen | Verbrauch             | 303,8 l/h bei maximaler Geschwindigkeit * 277,7 l/h bei Reisegeschwindigkeit | 244 kg/h im Reiseflug * 258 kg/h bei max. Leistung * |                                                     |                                                     |
| Flug- leistungen | Schwebeflug           | ?                                                                            | 3400 m                                               | 4877 m                                              |                                                     |
| Flug- leistungen | Dienstgipfelhöhe      | ?                                                                            | 5300 m                                               | 6095 m                                              |                                                     |
| Flug- leistungen | Steigrate             | ?                                                                            | 8,4 m/s                                              |                                                     |                                                     |
| Massen           | max. Startmasse       | 3350 kg                                                                      | 3585 kg                                              | 3650 kg / 3700 kg / 3800 kg                         | +100 kg                                             |
| Massen           | Leermasse             | 1723 kg                                                                      | 1792 kg                                              |                                                     | 0–50 kg                                             |
| Massen           | Nutzlast              | 1670 kg                                                                      | 1793 kg                                              |                                                     | +150 kg                                             |
| Abmes- sungen    | Länge über alles      | 13,00 m                                                                      | 13,03 m                                              |                                                     | 13,54 m                                             |
| Abmes- sungen    | Länge der Zelle       | 9,90 m                                                                       | 10,19 m                                              | Rumpf: 6,17 m                                       |                                                     |
| Abmes- sungen    | Breite                | 2,71 m                                                                       | 3,12 m (Rumpf: 1,96 m)                               | Rumpf: 1,73 m (mit Kufe 2,40m)                      |                                                     |
| Abmes- sungen    | Höhe über alles       | 3,36 m                                                                       | 3,95 m                                               | 4,0m Rumpf: 3,45 m                                  |                                                     |
| Abmes- sungen    | Hauptrotordurchmesser | 11,00 m (vierblättrig)                                                       | 11,00 m (vierblättrig)                               | 11,00 m (vierblättrig)                              | 10,80 m (fünfblättrig)                              |
| Abmes- sungen    | Heckrotordurchmesser  | 1,956 m                                                                      | 1,956 m                                              | 1,15 m                                              | 1,15 m                                              |
| Abmes- sungen    | Kabine (L × B × H)    | ?                                                                            | 3,12 × 1,70 × 1,27 m                                 | 3,57 × 1,40 × 1,30 m                                |                                                     |
| sonstige Daten   | Schallpegel           | 120 dB                                                                       | ?                                                    | 84,7–90,3 dB                                        |                                                     |
| sonstige Daten   | Passagiere            | bis zu 11 Personen (inkl. Besatzung)                                         | bis zu 11 Personen (inkl. Besatzung)                 | bis zu 11 Personen (inkl. Besatzung)                |                                                     |
| sonstige Daten   | Tankinhalt            | 607 l Jet A-1                                                                | 879 l                                                | 915,8 l                                             |                                                     |